# Brasserie Laden-Wallez
Pour les articles homonymes, voir Wallez.
La Brasserie Laden-Wallez est un ancien établissement industriel, situé à Somain dans le département français du Nord.
Le logement patronal est ensuite racheté pour y faire un restaurant gastronomique nommé « les Années Folles », puis divisé en appartements.

## Historique

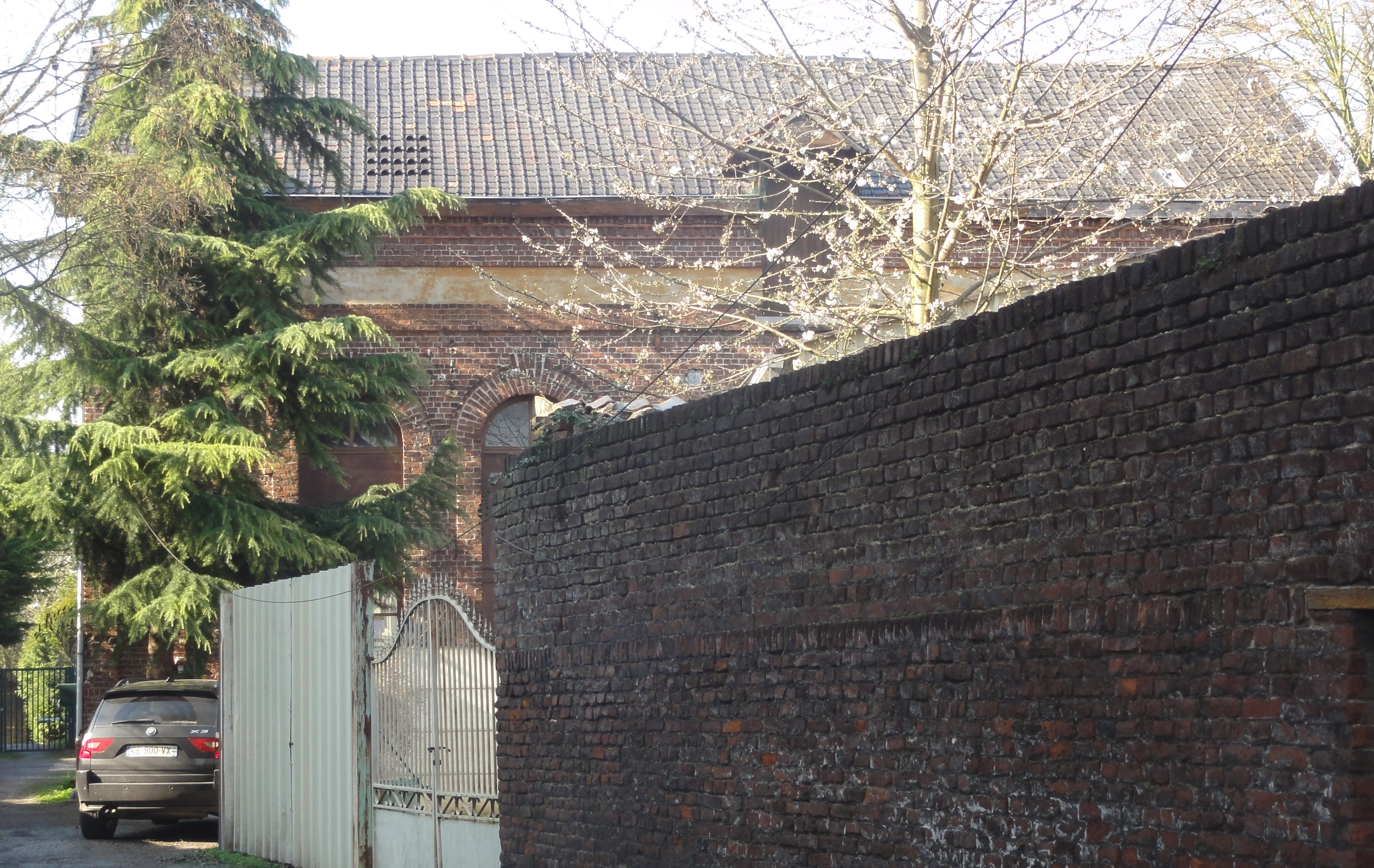
L'atelier de fabrication.

- 1888 : la brasserie Laden Wallez est déjà existante.
- 1906 : le logement (au 25 Rue Paul Vaillant-Couturier à Somain) porte les initiales LW et la date de 1906, il est l’œuvre de l’architecte douaisien Henri Sirot, et est à l'occasion nommé château Laden[1].
- 1927 : la brasserie devient brasserie Saint-Charles. Elle produit 20 000 hectolitres par an et fonctionne uniquement à la vapeur.
- Vers la Seconde Guerre mondiale, la brasserie cesse de fonctionner. Elle est remplacée par une fabrique de bougies nommée Lenglain.

L'atelier de fabrication est inscrit aux monuments historiques. Ce n'est pas le cas du logement patronal.